# Дельгадо (Сальвадор)
Дельгадо (исп. Delgado) — город и муниципалитет в центральной части Сальвадора, на территории департамента Сан-Сальвадор.

## Географическое положение
Расположен к северо-востоку от столицы страны, города Сан-Сальвадор. Является частью столичной агломерации. Абсолютная высота — 601 метр над уровнем моря.

## Население
По данным на 2013 год численность населения города составляет 93 008 человек.
Динамика численности населения города по годам:
| 1971   | 1992   | 2013   |
| ------ | ------ | ------ |
| 44 367 | 56 701 | 93 008 |